# Булеза, Андрей Михайлович
Андре́й Миха́йлович Буле́за (укр. Андрій Михайлович Булеза; род. 25 января 2004, Заречье) — украинский футболист, защитник львовских «Карпат».

## Клубная карьера
Воспитанник закарпатского футбола. С 2017 года выступал за юношескую команду донецкого «Шахтёра» и успел получить пять чемпионских титулов: U-14 (2018), U-15 (2019), U-16 (2019), U-17 (2021), U- 19 (2021). В 2021 и 2022 годах проходил подготовку к сезону вместе с первой командой «Шахтёра», впрочем так за нее и не сыграл.
В марте 2023 года отправился в аренду в «Минай». За этот клуб дебютировал 6 марта в украинской Премьер-лиге, выйдя в стартовом составе против «Львова» (0:1). В возрасте 19 лет и 40 дней Булеза стал самым молодым дебютантом закарпатского клуба за время выступлений в УПЛ.

## Карьера в сборной
Выступал за юношеские сборные Украины от 16 до 19 лет.